# Championnats d'Europe de ski-alpinisme 2003
Navigation
Édition précédente Édition suivante
Les Championnats d'Europe de ski-alpinisme 2003 se sont tenus dans la chaîne de montagnes Tatras en Slovaquie, du 28 au 25 mars 2003.
La compétition est organisée par l'International Council for Ski Mountaineering Competitions (ISMC) de l'Union Internationale des Associations d'Alpinisme (UIAA).

## Résultats

### Classements par nations et médailles
(tout âge confondu)
| Rang | Pays               | Équipe | Équipe        | Équipe            | Équipe             | Individuel | Individuel    | Individuel        | Individuel         |              |
| Rang | Pays               | Points | Médaille d'or | Médaille d'argent | Médaille de bronze | Points     | Médaille d'or | Médaille d'argent | Médaille de bronze | Total points |
| 1    | France             | 452    |               | 1                 | 1                  | 969        | 1             | 2                 | 1                  | 1421         |
| 2    | Italie             | 312    | 1             |                   |                    | 953        | 4             | 3                 | 2                  | 1265         |
| 3    | Suisse             | 342    | 1             | 1                 | 1                  | 805        | 3             | 1                 | 2                  | 1147         |
| 4    | Slovaquie          | 208    |               |                   |                    | 777        |               |                   | 1                  | 985          |
| 5    | Espagne            | 168    |               |                   |                    | 694        |               | 1                 |                    | 862          |
| 6    | Allemagne          | 278    |               |                   |                    | 370        |               |                   |                    | 648          |
| 7    | Pologne            | 106    |               |                   |                    | 266        |               |                   |                    | 372          |
| 8    | République tchèque | 142    |               |                   |                    | 121        |               |                   |                    | 263          |
| 9    | Bulgarie           | 72     |               |                   |                    | 182        |               |                   |                    | 254          |
| 10   | Andorre            | 62     |               |                   |                    | 120        |               |                   | 1                  | 182          |
| 11   | Slovénie           | 14     |               |                   |                    | 146        |               |                   |                    | 160          |
| 12   | Autriche           |        |               |                   |                    | 148        |               |                   |                    | 148          |
| 13   | Roumanie           | 18     |               |                   |                    | 124        |               | 1                 |                    | 142          |
| 14   | Grèce              | 6      |               |                   |                    | 67         |               |                   |                    | 73           |
| 15   | Liechtenstein      |        |               |                   |                    | 69         |               |                   |                    | 69           |
| 16   | Danemark           | 1      |               |                   |                    | 3          |               |                   |                    | 4            |
| 17   | Russie             |        |               |                   |                    | 2          |               |                   |                    | 2            |

### Par équipes
Événement couru le 28 mars 2003
Liste des 10 meilleures équipes:
| Rang               | Équipe                     | Temps total       |
| ------------------ | -------------------------- | ----------------- |
| Médaille d'or      | Mabillard/Favre-Moretti    | 2 h 53 min 52 s*) |
| Médaille d'argent  | Ducognon/Oggeri            | 3 h 02 min 56 s*) |
| Médaille de bronze | C. Favre/Lathuraz          | 3 h 10 min 26 s*) |
| 4                  | Raso/Riva                  | 3 h 10 min 35 s*) |
| 5                  | Maurer/J. Graßl            | 3 h 14 min 33 s*) |
| 6                  | Guigon/N. Blanc            | 3 h 30 min 32 s*) |
| 7                  | Treimer/Echtler-Schleich   | 3 h 39 min 21 s*) |
| 8                  | Pažitná/Lackovičová        | 3 h 40 min 10 s*) |
| 9                  | García Sàez/C. Bes Ginesta | 3 h 45 min 26 s*) |
| 10                 | Oršulová/Bulířová          | 4 h 09 min 16 s*) |

| Rang               | Équipe               | Temps total       |
| ------------------ | -------------------- | ----------------- |
| Médaille d'or      | Farquet/Elmer        | 2 h 23 min 37 s*) |
| Médaille d'argent  | Reichegger/Brunod    | 2 h 23 min 43 s*) |
| Médaille de bronze | Vescovo/Mezzanotte   | 2 h 24 min 01 s*) |
| 4                  | Brosse/Gignoux       | 2 h 24 min 31 s*) |
| 5                  | Hug/Taramarcaz       | 2 h 27 min 57 s*) |
| 6                  | J.-Y. Rey/Masserey   | 2 h 28 min 33 s*) |
| 7                  | B. Blanc/Champange   | 2 h 28 min 54 s*) |
| 8                  | Meilleur/Tomio       | 2 h 29 min 16 s*) |
| 9                  | Battel/J. Pellissier | 2 h 29 min 24 s*) |
| 10                 | Moret/Pittex         | 2 h 31 min 14 s*) |

*) Temps total incluant 3 minutes de pénalités

### Individuel
Événement couru le 30 mars 2003
Liste des 10 meilleurs participants:
| Rang               | Participante           | Temps total     |
| ------------------ | ---------------------- | --------------- |
| Médaille d'or      | Cristina Favre-Moretti | 2 h 25 min 33 s |
| Médaille d'argent  | Catherine Mabillard    | 2 h 32 min 21 s |
| Médaille de bronze | Valérie Ducognon       | 2 h 39 min 08 s |
| 4                  | Judith Graßl           | 2 h 40 min 56 s |
| 5                  | Corinne Favre          | 2 h 42 min 35 s |
| 6                  | Delphine Oggeri        | 2 h 44 min 27 s |
| 7                  | Gabrielle Magnenat     | 2 h 44 min 39 s |
| 8                  | Traudl Maurer          | 2 h 45 min 50 s |
| 9                  | Nathalie Bourillon     | 2 h 49 min 28 s |
| 10                 | Carole Toïgo           | 2 h 50 min 33 s |

| Rang               | Participant             | Temps total     |
| ------------------ | ----------------------- | --------------- |
| Médaille d'or      | Manfred Reichegger      | 2 h 01 min 20 s |
| Médaille d'argent  | Stéphane Brosse         | 2 h 01 min 39 s |
| Médaille de bronze | Heinz Blatter           | 2 h 02 min 08 s |
| 4                  | Rico Elmer              | 2 h 02 min 51 s |
| 5                  | Pierre-Marie Taramarcaz | 2 h 03 min 35 s |
| 6                  | Dennis Brunod           | 2 h 03 min 42 s |
| 7                  | Graziano Boscacci       | 2 h 04 min 44 s |
| 8                  | Camillo Vescovo         | 2 h 04 min 44 s |
| 9                  | Cédric Tomio            | 2 h 04 min 54 s |
| 10                 | Damien Farquet          | 2 h 05 min 03 s |

### Combiné
Classement du combiné incluant les courses Individuelles et par équipes.
Liste des 10 meilleurs participants:
| Rang               | Participante           |
| ------------------ | ---------------------- |
| Médaille d'or      | Cristina Favre-Moretti |
| Médaille d'argent  | Catherine Mabillard    |
| Médaille de bronze | Valérie Ducognon       |
| 4                  | Delphine Oggeri        |
| 5                  | Corinne Favre          |
| 6                  | Judith Graßl           |
| 7                  | Traudl Maurer          |
| 8                  | Maria Luisa Riva       |
| 9                  | Véronique Lathuraz     |
| 10                 | Nathalie Blanc         |

| Rang               | Participant             |
| ------------------ | ----------------------- |
| Médaille d'or      | Manfred Reichegger      |
| Médaille d'argent  | Stéphane Brosse         |
| Médaille de bronze | Rico Elmer              |
| 4                  | Dennis Brunod           |
| 5                  | Damien Farquet          |
| 6                  | Camillo Vescovo         |
| 7                  | Pierre-Marie Taramarcaz |
| 8                  | Mirco Mezzanotte        |
| 9                  | Cédric Tomio            |
| 10                 | Alexander Hug           |